# Sant'Angelo a Scala
Sant'Angelo a Scala este o comună din provincia Avellino, regiunea Campania, Italia, cu o populație de 703 locuitori (1 ianuarie 2023) și o suprafață de 10,75 km².

## Demografie
Sant'Angelo a Scala - evoluția demografică

|  | Graficele sunt indisponibile din cauza unor probleme tehnice. Mai multe informații se găsesc la Phabricator și la wiki-ul MediaWiki. |

Date: Recensăminte sau birourile de statistică - grafică realizată de Wikipedia